# Gare de Cinkota
La gare de Cinkota est une gare ferroviaire hongroise, située dans le 16e arrondissement de la capitale Budapest dans   le quartier de Cinkota.
Gare des Budapesti Közlekedési Zrt. (BKV Zrt.), elle est desservie par des trains du suburbain de Budapest.

## Service des voyageurs

### Intermodalité
Un arrêt à proximité est desservi par des autobus de Budapest (lignes 92 et 92A).
Elle dessert notamment le Szilas-patak et la voie d'accès au lac Naplás.